# Olof Albert Öberg
Olof Albert Öberg, född 6 oktober 1854 i Ljungs by, Vårfrukyrka socken, Uppland, död 10 mars 1940 i Katarina församling i Stockholm, var en svensk föreningsman och fornvårdare.
Föräldrarna var fattiga småbrukare. Som mycket ung började han hjälpa föräldrarna på gården och kom 1872 i snickarlära i Stockholm, där han stannade till 1878, då han på grund av faderns sjukdom måste hem för att hjälpa till med lantbruket.
År 1879 flyttade Öberg med sina föräldrar till Värsta i Härkeberga socken, där de inköpte en mindre bondgård. Här arbetade han inom jordbruket, men sysslade även vid sidan om med snickeriet som binäring. 1884 gifte han sig med Lovisa Andersson från Hummelsta i Litslena socken, och han tog nu över en arrendegård efter svärfadern. Öberg var en för tiden framsynt jordbrukare, och intresserade sig mycket för djuravel, särskilt hönsuppfödning. Han inköpte avelsägg och fina rastuppar, och kunde härigenom förbättra traktens djurbestånd. Öberg ivrade även för trädplantering i trakten och var dessutom en aktiv nykterhetsvän. Den 13 oktober 1884 anslöt han sig Blåbandsrörelsen och 1886 bildade han Litslena Blåbandsförening. Han var även ansluten till IOGT.
Till sin politiska åsikt var han liberal. Under tullstriderna åren 1887 och 1888 var han med i debatten. Då rösträttsrörelsen på 1890-talet var aktuell stod han med i själva skottlinjen och han deltog i 1893 och 1896 års folkriksdagar. 
Då rikstelefon öppnades vid stationen i Enköping blev Öberg anställd som reparatör och 1903 blev han transporterad till Stockholm. Vid telegrafverket slutade han 1921 och året efter bosatte han sig i Kärva i Vårfrukyrka socken. Nu fick han god tid att ägna sig åt sin hobby, fornvården. Han besökte kyrkor, prästgårdar, slott och bondgårdar, och utgav även en liten skrift om Enköpingstraktens fornlämningar. Öberg var även en flitig upptecknare av sagor, berättelser och skrönor för Landsmålsarkivet. Han var även aktiv i traktens skolor, där han intresserade lärare och skolbarn för fornlämningarna.
År 1928 erhöll Öberg Vasamedaljen i guld för sina insatser inom fornminnesvården. Under sina sista år var han bosatt hos sin son i Stockholm. Han jordfästes vid Norra krematoriet i Stockholm, där tal hölls av bland andra antikvarie Erik Floderus vid riksantikvarieämbetet och landsantikvarien Nils Sundquist. Öberg är begravd på Litslena kyrkogård.